# エドゥアルド・ソボル
エドゥアルド・オレクサンドローヴィチ・ソボル（ウクライナ語: Едуард Олександрович Соболь、1995年4月20日 - ）は、ウクライナのサッカー選手。ウクライナ代表。ポジションはDF。

## クラブ歴
FCメタルルフ・ザポリージャの下部組織出身。2011年11月15日にウクライナ・ファーストリーグでフル出場し、選手初出場。
2013年2月に3年契約でFCシャフタール・ドネツクに完全移籍。2014年にFCメタルルフ・ドネツィクに期限付き移籍すると、FCメタリスト・ハルキウ、FCゾリャ・ルハーンシク、SKスラヴィア・プラハ、FKバウミト・ヤブロネツ、クラブ・ブルッヘと期限付き移籍。その後クラブ・ブルッヘに完全移籍。
2023年1月、RCストラスブールに3年半契約で移籍。

## 代表歴
U-16代表からの年代別代表出場歴がある。U-19代表としてUEFA U-19欧州選手権2014に、U-20代表として2015 FIFA U-20ワールドカップに出場した。
2016年9月5日に行われた2018 FIFAワールドカップ・ヨーロッパ予選グループIのアイスランド代表戦でA代表初出場。